# Paweł Dakowski
Paweł Dakowski (ur. 20 marca 1959 w Kościanie) – polski zootechnik, nauczyciel akademicki i urzędnik państwowy, doktor nauk przyrodniczych, w latach 2003–2005 podsekretarz stanu w Ministerstwie Spraw Wewnętrznych i Administracji.

## Życiorys
Absolwent studiów na Wydziale Zootechnicznym Akademii Rolniczej w Poznaniu. W 1992 obronił w Instytucie Fizjologii i Żywienia Zwierząt Polskiej Akademii Nauk pracę doktorską z zakresy nauk przyrodniczych (specjalizacja fizjologia zwierząt) pt. Wpływ różnych źródeł azotu w dawce na rozkład frakcji włókna u owiec. Ukończył studia podyplomowe typu MBA w Szkole Głównej Gospodarstwa Wiejskiego, a także szkolenie z polityki rolnej na Uniwersytecie Stanowym Mississippi. Odbył stypendia naukowe w Finlandii, Danii, Francji i Holandii.  Od 1983 do 1985 był pracownikiem naukowym poznańskiej Akademii Rolniczej, a w latach 1985–2001 – Instytutu Fizjologii i Żywienia Zwierząt PAN w Jabłonnie. Od 2001 do 2003 był dyrektorem Biura Integracji Europejskiej w  Agencji Rynku Rolnego.
W 2003 powołany na stanowisko podsekretarza stanu ds. międzynarodowych w Ministerstwie Spraw Wewnętrznych i Administracji oraz Pełnomocnika Rządu do Spraw Przygotowania Organów Administracji Państwowej do Współpracy z Systemem Informacyjnym Schengen II (SIS II) i Systemem Informacji Wizowej (VIS). Odwołany 5 października 2005. W latach 2005–2006 był dyrektorem ds Administracji w Europejskiej Agencji Zarządzania Współpracą Operacyjną na Zewnętrznych Granicach Unii Europejskiej FRONTEX.
Został później sekretarzem zespołu ds. rolnych w partii Nowoczesna.